# Protestjaar 1968

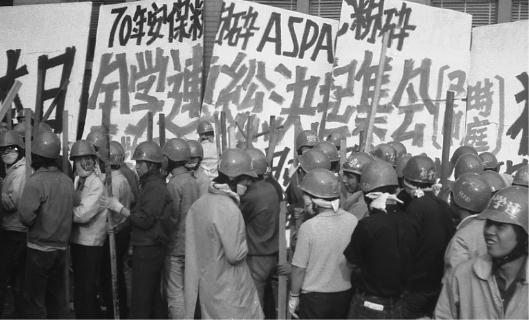
Studentenprotest in juni 1968 (Zengakuren: studenten voor zelfbestuur) bij de Chuo Universiteit.

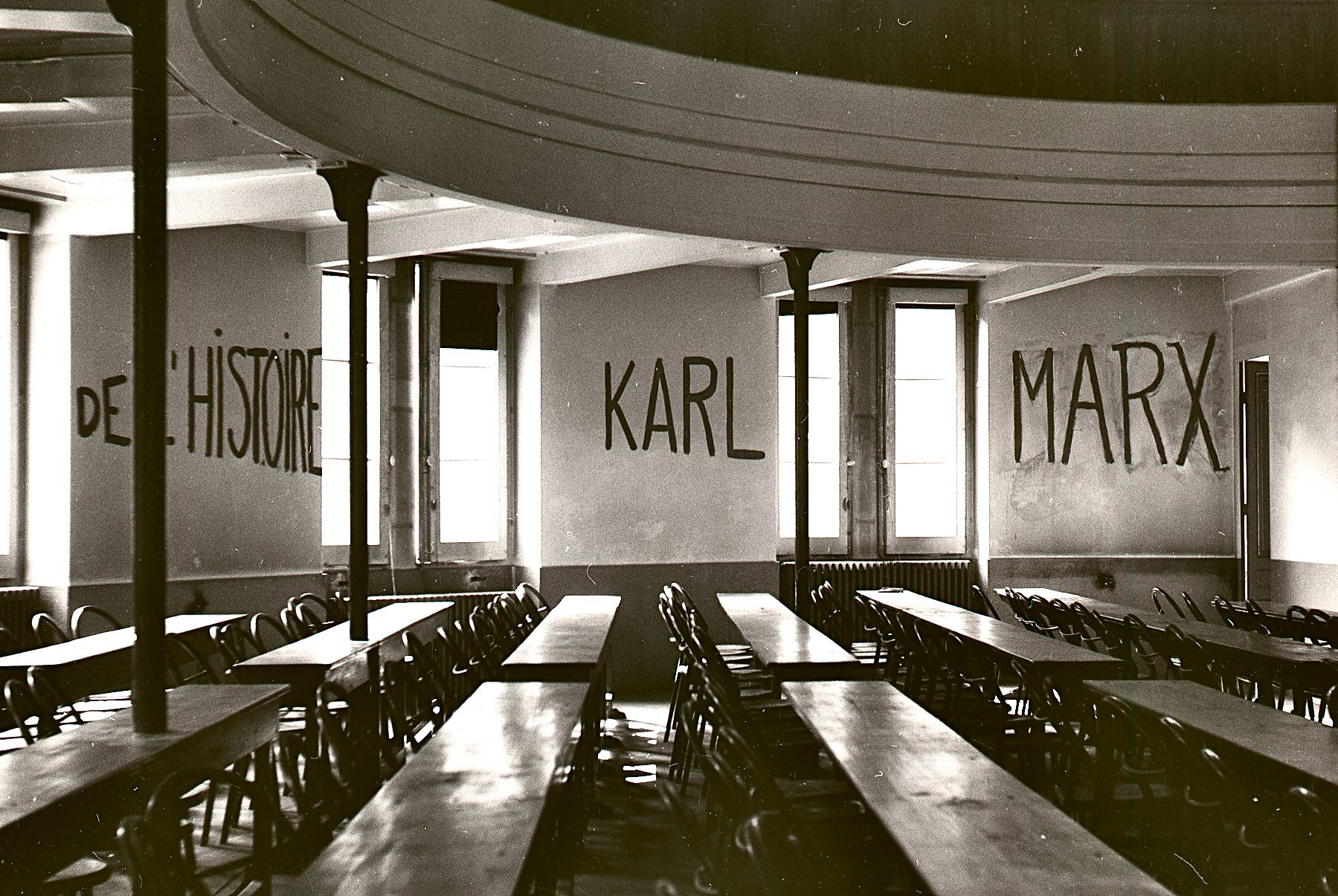
Graffiti in de Universiteit van Lyon in 1968.

Protestjaar 1968 omvat de internationale protesten die wel voor sociale onrust zorgden, maar vaak niet in een echte revolutie uitmondde. Doordat deze protesten wel hebben gezorgd voor veel verandering in de maatschappij, wordt 1968 (net als 1917, 1945, 1989) tot een van de recentere kanteljaren gerekend. Het was ook het jaar waarin Martin Luther King Jr. en Robert F. Kennedy werden vermoord, voorbeelden waar vooral de jongere generatie hun hoop op hadden gevestigd.

## Protesten
- In maart trok president Lyndon Johnson zich terug uit de Amerikaanse verkiezingen na maanden van protest.
- In mei 1968 begonnen grote studentenprotesten in Frankrijk.
- In Mexico werd op 2 oktober een studentenprotest bloedig neergeslagen (Bloedbad van Tlatelolco).
- In Tsjecho-Slowakije was er de Praagse Lente.
- In België staakten de studenten in Leuven tegen de Franstalige invloed in de universiteit, met de uiteindelijke splitsing van de tweetalige universiteit in de Nederlandstalige Katholieke Universiteit Leuven en de Franstalige Université catholique de Louvain tot gevolg. Ook de afsplitsing van de Vrije Universiteit Brussel van de voorheen tweetalige Université libre de Bruxelles is gerelateerd aan mei '68.
- In april wordt er in Rome de Club van Rome opgericht door over de toekomst van de aarde bezorgde wetenschappers en ondernemers. Grenzen aan de groei is een belangrijk thema.
- De tweede feministische golf komt op gang. Man-Vrouw-Maatschappij wordt opgericht, die eist meer gelijkheid tussen mannen en vrouwen.
- Overal in de wereld vinden demonstraties plaats tegen de oorlog in Vietnam. Amerikaanse soldaten plegen massamoord op onschuldige burgers in Mỹ Lai.
- Op veel universiteiten komen studenten in verzet tegen verouderde structuren. En eisen medezeggenschap van alle geledingen op alle niveaus.